# Juha Tella
Juha Pekka Tella (ur. 9 października 1960 w Ruokolahti) – fiński biathlonista, brązowy medalista mistrzostw świata juniorów.

## Kariera
Pierwszy sukces osiągnął 1980 roku kiedy wspólnie z kolegami z reprezentacji zdobył brązowy medal w sztafecie na mistrzostwach świata juniorów w Sarajewie. W Pucharze Świata zadebiutował w sezonie 1983/1984. W zawodach tego cyklu jeden raz stanął na podium: 1 marca 1985 roku w Lahti był trzeci w biegu indywidualnym. Wyprzedzili go tam jedynie Siergiej Antonow z ZSRR oraz Frank-Peter Roetsch z NRD. W klasyfikacji generalnej sezonu 1984/1985 zajął ostatecznie 26. miejsce.
W 1985 roku wystąpił na mistrzostwach świata w Ruhpolding, gdzie zajął siódme miejsce w biegu indywidualnym, dwudzieste w sprincie i siódme w sztafecie. Jeszcze kilkukrotnie startował w imprezach tego cyklu, najlepszy wynik osiągając podczas mistrzostw świata w Oslo w 1986 roku, gdzie był czwarty w sztafecie. W 1988 roku brał udział w igrzyskach olimpijskich w Calgary, zajmując 38. miejsce w biegu indywidualnym, 41. miejsce w sprincie i dwunaste w sztafecie.

## Osiągnięcia

### Igrzyska olimpijskie
| Rok  | Miejscowość | Konkurencje | Konkurencje | Konkurencje | Konkurencje | Konkurencje | Konkurencje | Konkurencje |
| Rok  | Miejscowość | IN          | SP          | PU          | MS          | RL          | MR          | SR          |
| ---- | ----------- | ----------- | ----------- | ----------- | ----------- | ----------- | ----------- | ----------- |
| 1988 | Calgary     | 38.         | 41.         | nd.         | nd.         | 12.         | nd.         | –           |

### Mistrzostwa świata
| Rok  | Miejscowość | Konkurencje | Konkurencje | Konkurencje | Konkurencje | Konkurencje | Konkurencje | Konkurencje |
| Rok  | Miejscowość | IN          | SP          | PU          | MS          | RL          | MR          | SR          |
| ---- | ----------- | ----------- | ----------- | ----------- | ----------- | ----------- | ----------- | ----------- |
| 1985 | Ruhpolding  | 7.          | 20.         | nd.         | nd.         | 7.          | nd.         | –           |
| 1986 | Oslo        | 14.         | 30.         | nd.         | nd.         | 4.          | nd.         | –           |
| 1987 | Lake Placid | 14.         | 23.         | nd.         | nd.         | 5.          | nd.         | –           |
| 1989 | Feistritz   | –           | –           | nd.         | nd.         | 11.         | nd.         | –           |

### Puchar Świata

#### Miejsca w klasyfikacji generalnej
| Sezon     | Miejsce |
| --------- | ------- |
| 1983/1984 | ?       |
| 1984/1985 | 26.     |
| 1985/1986 | 42.     |
| 1986/1987 | 50.     |
| 1987/1988 | 67.     |
| 1988/1989 | ?       |

#### Miejsca na podium chronologicznie
| Lp. | Dzień   | Rok  | Miejscowość | Konkurencja                | Lokata | Pudła   | Czas biegu | Strata  | Zwycięzca        |
| --- | ------- | ---- | ----------- | -------------------------- | ------ | ------- | ---------- | ------- | ---------------- |
| 1.  | 1 marca | 1985 | Lahti       | Bieg indywidualny na 20 km | 3.     | 0+0+0+0 | 1:18:16,9  | +1:34,1 | Siergiej Antonow |